# Awilda

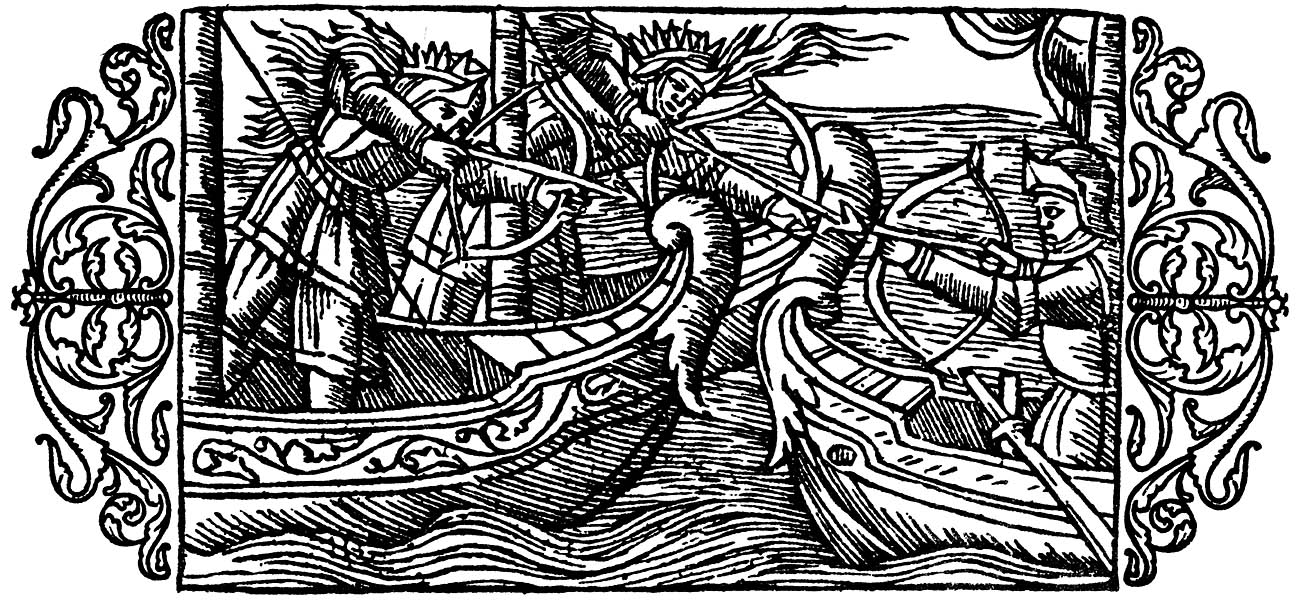
"No Viking Expedições de Highborn: Duas guerreiras da família real, de acordo com as coroas em suas cabeças, estão participando de uma batalha do mar." A partir de Olaus Magnus' Uma Descrição dos Povos do Norte a partir de 1555.

Awilda, também conhecida como Alwilda, era uma pirata. A história de Awilda é posta em dúvida por alguns historiadores e acadêmicos que consideram uma lenda.

## Lenda
Awilda era filha de um rei escandinavo do século V referido em uma fonte como Synardus e como um "rei Gótico". diz-se que o Rei, seu pai, tinha arranjado um casamento para ela com Alf, o príncipe da Dinamarca, , cujo pai foi Rei Sygarus da Dinamarca. no entanto, Awilda recusou-se a aceitar a escolha de seu pai. Ela e algumas amigas vestidas como marinheiros, comandaram um navio. Enquanto velejavam em seu navio pirata que recentemente tinha perdido seu capitão, e os piratas elegeram Awilda como sua capitã. O Rei da Dinamarca, enviou o seu filho e um navio da marinha para a batalha contra os "enfadonhos" piratas. o Príncipe Alf e os seus homens foram capazes de subir a bordo de seu navio na batalha. Aparentemente, Awilda ficou tão impressionada com a coragem do príncipe que revelou sua verdadeira identidade, e concordou em casar com Alf. , Eles se casaram e viveram felizes para sempre, como Rei e Rainha da Dinamarca.

## Versões modernas
O poeta italiano Torquato Tasso escreve a sua mais famosa tragédia em sua história, chamado de Re Torrismondo, onde Alvida é prometida em casamento ao rei da Suécia, Germondo, mas se apaixona por Torrismondo, então ela decide cometer suicídio, a fim de não escolher entre o amor e a honra.
No mangá e anime japonês One Piece, uma  pirata capitã é chamado de Alvida, em referência ao Awilda.